# Vom selben Stern (Lied)
Vom selben Stern ist ein Popsong des deutschen Duos Ich + Ich. Das Stück ist die erste Singleauskopplung aus ihrem zweiten gleichnamigen Studioalbum Vom selben Stern.

## Musik und Text
Die Musik wurde von Florian Fischer, Annette Humpe, Sebastian Kirchner und Adel Tawil komponiert. Der deutschsprachige Text wurde von Humpe geschrieben und propagiert das friedliche Miteinander in zwischenmenschlichen Beziehungen, unabhängig von Alter, Hautfarbe oder Nationalität, denn alle Menschen seien „vom selben Stern“.

## Aufnahme und Artwork
Das Lied wurde von Fischer, Humpe, Kirchner und Tawil aufgenommen; co-produziert und gemischt wurde es von Andreas Herbig. Es wurde von Polydor veröffentlicht und durch Universal Music Publishing vertrieben. Als zusätzliche Instrumentalisten waren an der Gitarre Sebastian Kirchner und an der Harmonika Harry Ermer für das Stück engagiert worden. Die Aufnahmen fanden in den Berliner Tonstudios Aquarium und Keller statt.
Auf dem Cover der Maxi-Single sind – neben Künstlernamen und Liedtitel – Ich + Ich von Pflanzen und Tieren umrahmt vor einem roten Hintergrund zu sehen. Das Coverbild wurde von Kasskara geschossen und von Dirk Rudolph designt. Die Zeichnungen der Pflanzen und Tiere wurden dem Werk des ostfriesischen Apothekers und Herausgebers des Thesaurus Albert Seba (1665–1736) entnommen.

## Veröffentlichung und Promotion
Die Erstveröffentlichung von Vom selben Stern erfolgte am 15. Juni 2007 in Deutschland, Österreich und der Schweiz. Die Maxi-Single enthält neben der Radioversion drei weitere Remixversion zu Vom selben Stern als B-Seite. Neben der regulären Maxi-Single existiert eine 2-Track-Single mit der Radioversion und einer Remixversion. Zum Download gibt es zusätzlich eine EP, die neben der Radioversion vier weitere Remixe enthält. Zu Promotionszwecken wurde eine Vinylplatte veröffentlicht, auf der lediglich Remixe zu hören sind. Am 3. August 2007 wurde zum Download eine Akustikversion live aus dem Proberaum veröffentlicht.
Remixversionen
- Vom selben Stern (Beatzarre Remix)
- Vom selben Stern (Bee Low Club Remix)
- Vom selben Stern (Chris Zippel Mix)
- Vom selben Stern (Ronny Rockstroh Club Remix)
- Vom selben Stern (Ronny Rockstroh Dub Remix)
- Vom selben Stern (Tai Jason Club Remix)

## Musikvideo
Das Musikvideo zu Vom selben Stern wurde dadurch bekannt, dass viele Gesichter Prominenter darin zu sehen sind. Auf die Frage, wie es dazu kam, erklärte Tawil im Interview mit dem Norddeutschen Rundfunk: „Da kamen wir auf die Idee, so eine Art Portrait-Video zu machen, die dann ineinander morphen. Und jeder Charakter singt dieses Lied. Und da haben wir halt all unsere Freunde angerufen, Leute aus Berlin halt, meine ganze Familie ist dabei, der Zahnarzt. Annette hat natürlich auch Udo Lindenberg angerufen und Olli Dittrich und da haben wir uns sehr gefreut, dass so viele mitgemacht haben. Das waren drei Drehtage, die sehr, sehr witzig waren.“ Die Gesamtlänge des Videos beträgt 3:43 Minuten. Regie führte Katja Kuhl, produziert wurde das Video von Mutter & Vater Productions. Das Musikvideo war für den Echo Pop 2008 in der Kategorie Bestes Video (national) nominiert.
Im Video sind folgende Prominente zu sehen: Fredi Bobic, Patrice Bouédibéla, Sofian Chahed, Olli Dittrich, Pegah Ferydoni, Anna Fischer, Stefanie Kloß, Dag-Alexis Kopplin, Kurt Krömer, James Last, Udo Lindenberg, Hans Meiser, Nela Panghy-Lee, Palina Rojinski, Vincent Stein, Antje Vollmer und Jasmin Weber.

## Mitwirkende
| Produktion - Harry Ermer: Harmonika - Florian Fischer: Komponist, Musikproduzent, Tonmeister - Annette Humpe: Hintergrundgesang, Keyboard, Liedtexter, Komponist, Musikproduzent, Tonmeister - Sebastian Kirchner: Gitarre, Komponist, Produzent, Tonmeister - Adel Tawil: Gesang, Komponist, Produzent, Tonmeister - Andreas Herbig: Abmischung, Koproduzent Artwork (Cover) - Kasskara: Fotograf - Dirk Rudolph: Artwork | Musikvideo - Karsten Ehlers: Playback Operator - Philipp Philmo Haucke: Setaufnahmeleiter - Katja Kuhl: Regisseur - Felix Leiberg: Kameramann Unternehmen - Aquarium: Tonstudio - Keller: Tonstudio - Mutter & Vater Productions: Filmproduzent (Musikvideo) - Polydor: Musiklabel - Universal Music Publishing: Vertrieb |

## Rezensionen
laut.de merkt zu dem Lied an, dass der “rhythmisch-mitreißende Opener … gewissermaßen die Unterschiedlichkeiten der beiden Bandmitglieder” beschreibt, die jedoch “weil Dich die gleiche Stimme lenkt, und Du am selben Faden hängst” trotz 26 Jahren Altersunterschied an einem musikalischen Strang ziehen.
Der Liedtext von Vom selben Stern wird am Ende des Animationsfilms Lauras Stern und der geheimnisvolle Drache Nian zitiert und in einer orchestralen Fassung (ohne Text) im Abspann gespielt.

## Kommerzieller Erfolg

### Chartplatzierungen
Vom selben Stern erreichte in Deutschland Position drei der Singlecharts und konnte sich 19 Wochen in den Top 10 und 65 Wochen in den Charts halten. In Österreich erreichte die Single Position vier und konnte sich sechs Wochen in den Top 10 und 41 Wochen in den Charts halten. In der Schweiz erreichte die Single in 35 Chartwochen Position 40 der Charts. Obwohl es das Lied nicht auf Platz eins schaffte, war es trotzdem für einen Zeitraum von zwei Wochen das erfolgreichste deutschsprachige Lied in den deutschen Singlecharts, sowie für ebenfalls für zwei Wochen das erfolgreichste deutschsprachige Lied in den österreichischen Singlecharts. 2007 platzierte sich Vom selben Stern auf Position sechs der deutschen Single-Jahrescharts sowie auf Position 40 in Österreich.
Für Ich + Ich war dies der fünfte Charterfolg in Deutschland, der vierte in Österreich und der zweite in der Schweiz. Es war ihr dritter Top-10-Erfolg in Deutschland sowie der zweite in Österreich. In Deutschland konnte sich bis heute keine Single von Ich + Ich länger in den Charts platzieren. Nach Du erinnerst mich an Liebe konnte sich zum zweiten Mal eine Single des Duos in allen D-A-CH-Staaten platzieren.
Für Tawil als Autor war dies der elfte Charterfolg in Deutschland sowie der dritte in Österreich und der vierte in der Schweiz. In Deutschland war es sein zweiter Top-10-Erfolg sowie der erste in Österreich. Zum ersten Mal konnte sich ein Stück von Tawil in allen D-A-CH-Staaten platzieren. Für Humpe als Autorin war dies der 22. Charterfolg in Deutschland sowie der zehnte in Österreich und der siebte in der Schweiz. In Deutschland und Österreich war es ihr fünfter Top-10-Erfolg.
| ChartsChartplatzierungen | Höchstplatzierung | Wochen |
| ------------------------ | ----------------- | ------ |
| Deutschland (GfK)        | 3 (65 Wo.)        | 65     |
| Österreich (Ö3)          | 4 (41 Wo.)        | 41     |
| Schweiz (IFPI)           | 40 (35 Wo.)       | 35     |

| ChartsJahrescharts (2007) | Platzierung |
| ------------------------- | ----------- |
| Deutschland (GfK)         | 6           |
| Österreich (Ö3)           | 40          |

### Auszeichnungen für Musikverkäufe
2008 wurde für Vom selben Stern in Deutschland eine Platin-Schallplatte für über 300.000 verkaufte Einheiten vergeben. Damit zählt es mit Stark und So soll es bleiben (beide ebenfalls 300.000 verkaufte Einheiten) zu den meistverkauften Singles des Duos.
| Land/Region        | Auszeichnungen für Musikverkäufe (Land/Region, Auszeichnung, Verkäufe) | Verkäufe |
| ------------------ | ---------------------------------------------------------------------- | -------- |
| Deutschland (BVMI) | Platin                                                                 | 300.000  |
| Insgesamt          | 1× Platin ·                                                            | 300.000  |

## Coverversionen
- 2008: Rhythms del Mundo feat. Ich + Ich
- 2012: Adoro
- 2012: Deborah Sasson
- 2012: Max Giesinger
- 2014: Nino de Angelo
- 2014: Hämatom